# أوشوايا إيبيزا بيتش هوتل
أوشوايا إيبيزا بيتش هوتل (بالإنجليزية: Ushuaïa Ibiza Beach Hotel)‏ هي علامة تجارية مملوكة لمجموعة Spanish Palladium Hotel Group. تأسست العلامة التجارية في عام 2011 بعد اجتماع رجلي الأعمال «أبل ماتوتيس» و«يان بيسينيم» تحتوي العلامة التجارية على فندقين: الأول يسمى «نادي أوشوايا» الذي تم افتتاحه في عام 2011 في جزيرة إيبيزا البليارية. افتتح الفندق الثاني الذي يدعى «برج أوشوايا» في العام التالي في 2012. ويقع كلا الفندقين في Platja d'en Bossa في إيبيزا، ويضم كلاهما 415 غرفة.
تم تصنيف أوشوايا كأحد أفضل الأندية في العالم من قبل مجلة دي جي، حيث فازت بعشرة ألقاب منذ عام 2015. يتسع النادي لأربعة آلاف شخص، وهو أحد أكبر الأندية في إيبيزا. إحدى ميزات الفندق هي أن بعض الغرف تحتوي على شرفات تطل مباشرة على حلبة الرقص في النادي. وقد استضاف النادي العديد من دي جي المشاهير بما في ذلك دافيد غيتا وأرمين فان بيورن وأكسويل وسباستيان إنغروسو وأفيتشي وهاردويل ومارتن غاركس وأوليفر هيلدينز وغيرهم الكثير.